# هفت آرزو
هفت آرزو (لهستانی: Siedem życzeń) یک مجموعهٔ تلویزیونی درام فانتزی است که در دههٔ ۱۹۸۰ میلادی از شبکه ۱ تلویزیون لهستان پخش می‌شد.

## گزیدهٔ بازیگران

### اصلی
- ایزابلا اولِـینیک
- ویتولد دنبیتسکی
- زبیگنیف بوچکوفسکی
- برونیسواف پاولیک
- ماچئی زمباتی

### فرعی و میهمان
- رناتا برگر
- آرتور بارچیش
- کنراد مورافسکی
- لخ واتوتسکی
- آنا گورنوستای
- هلنا کوالچیکووا
- ریشارد باچیارلی
- اِدیتا وُیتچاک
- کریستینا بوروویچ
- جان پورتر
- یاتسک دوماینسکی
- پاوئو نوویش
- یژی زیگمونت نواک